# Изумрудный сосуд
Изумрудный сосуд (нем. Smaragdgefäß) — сосуд из изумруда, созданный в 1641 году в Праге богемским ювелиром Дионисио Мизерони по заказу императора Фердинанда II. Относится к регалиям и клейнодам Австрии и хранится в Императорской сокровищнице (филиале Музея истории искусств) в Вене.

## Описание
Этот гигантский изумруд был найден в Колумбии в шахте Мусса, открытой испанцами в 1558 году. Вероятно, он был куплен императором Рудольфом II. Впервые упоминается в описании коллекции императора Матвея в 1616 году. Император Фердинанд II заказал богемском ювелиру Дионисио Мизерони (1607-1661) создать из изумруда сосуд.
Чтобы избежать больших потерь при огранке изумруда, Мизерони следовал естественному строению необработанного камня, состоящего из двух сросшихся кристаллов, чем и объясняется его неправильная форма. Куполообразная крышечка вырезана из выдолбленной части сосуда. Работа была выполнена Мизерони в 1641 году в Праге, император заплатил за нее сумму в 12 000 гульденов. Когда Мизерони привез сосуд в Вену, у него остались фрагменты изумруда, за которые ювелиры предложили ему золото и драгоценные камни стоимостью 2 500 гульденов.